# Primož Čerin
Primož Čerin (Lubiana, 31 maggio 1962) è un ex ciclista su strada jugoslavo.
Professionista tra il 1986 e il 1990, partecipò a sette edizioni dei Grandi Giri.

## Carriera
Da dilettante vinse alcune corse a tappe come il Tour de Yougoslavie nel 1983, la Jadranska Magistrala nel 1984 e il Giro del Veneto e delle Dolomiti nel 1985, oltre a partecipare ai Giochi olimpici di Los Angeles 1984.
Professionista dal 1986 al 1990, non ottenne nessun successo; i principali piazzamenti furono un secondo posto di tappa alla Vuelta a España 1988 e un quarto posto alla Coppa Agostoni 1989. Partecipò a tre edizioni del Giro d'Italia, due del Tour de France, due della Vuelta a España e ai campionati del mondo di Villach 1987.

## Palmarès
- 1983 (Dilettanti)

7ª tappa Österreich-Rundfahrt (Sankt Johann in Tirol > Mayrhofen)
Classifica generale Tour de Yougoslavie
- 1984 (Dilettanti)

Classifica generale Jadranska Magistrala
- 1985 (Dilettanti)

7ª tappa Österreich-Rundfahrt (Gmünd in Kärnten > Klopeiner See)
Classifica generale Giro del Veneto e delle Dolomiti
Trofeo Alcide De Gasperi

## Piazzamenti

### Grandi Giri
- Giro d'Italia

1986: 19º
1987: ritirato (n.p. 11ª tappa)
1988: ritirato (12ª tappa)
- Tour de France

1986: 32º
1989: 40º
- Vuelta a España

1988: ritirato (7ª tappa)
1989: 93º

### Classiche monumento
- Milano-Sanremo

1987: 128º

### Competizioni mondiali
- Mondiali su strada

Villach 1987 - In linea: ritirato
- Giochi olimpici

Los Angeles 1984 - In linea: 35º
Los Angeles 1984 - Cronosquadre: 9º